# طنز سوررئال
طنز سوررئال (انگلیسی: Surreal humour) (همچنین به نام کمدی سوررئال، طنز پوچ‌گرایانه، یا کمدی پوچ‌گرایانه نیز نامیده می‌شود) شکلی از طنز است که بر نقض عمدی استدلال علّی مبتنی است، بنابراین رویدادها و رفتارهایی را تولید می‌کند که آشکارا غیرمنطقی هستند. طنز سوررئال معمولاً شامل کنار هم قرار دادن‌های عجیب و غریب، ناهماهنگی، بی نظمی، موقعیت‌های غیرمنطقی یا پوچ، و بیان مهملات است.
طنز سوررئال برخاسته از سوررئالیسم است؛ یک جنبش فرهنگی که در قرن بیستم توسط هنرمندان فرانسوی و بلژیکی ایجاد شد، که صحنه‌های عصبی و غیرمنطقی را به تصویر می‌کشیدند و در عین حال تکنیک‌هایی را توسعه می‌دادند که به ضمیر ناخودآگاه اجازه می‌داد خود را بیان کند. این جنبش توسط نویسندگان انگلیسی در قرن نوزدهم، به ویژه لوئیس کارول و ادوارد لیر، رشد کرد. طنز در کمدی سوررئال از براندازی انتظارات مخاطب، با تأکید بر مضحک بودن و بعید بودن یک موقعیت ناشی می‌شود، به‌طوری که سرگرمی بر اساس غیرقابل پیش‌بینی بودن است که جدا از تحلیل منطقی موقعیت است.
طنز سوررئال به ایجاد انتظارات و سپس از بین بردن آن‌ها می‌پردازد. حتی کاراکترهای به ظاهر ماهر، با بالاترین استانداردها و انتظارات توسط غیرمنتظره‌ترین چیزها منقلب می‌شوند، صحنه نیز برای سرگرمی بیننده بر آن تأکید دارد. شخصیت «دلقک» در صحنه می‌تواند با بهت، تحقیر، بی‌حوصلگی یا بی‌تفاوتی واکنش نشان دهد و در نتیجه تنش کمیک را افزایش دهد. شخصیت‌ها در مجموعه‌ای از صحنه‌ها طوری چیده می‌شوند که با آنچه که مخاطب معمولاً در زندگی روزمره با آن مواجه می‌شود، متفاوت است. موقعیت‌های اجتماعی منحصربه‌فرد، افکار، اعمال، و خطوط کمیک برای برانگیختن خنده، احساسات یا بهت در مورد چگونگی رخ دادن یا وقوع رویدادها استفاده می‌شوند
طنز سوررئال در تئاتر دربارهٔ عدم حساسیت، پارادوکس، پوچی و بی‌رحمی دنیای مدرن است. سینمای سوررئالیستی اغلب با عناصر کمدی سیاه سر و کار دارد: با موضوعات آزاردهنده یا شوم مانند مرگ، بیماری یا جنگ با سرگرمی و تلخی برخورد می‌شود و قصد آن ایجاد شوک و توهین است.

## در ادبیات

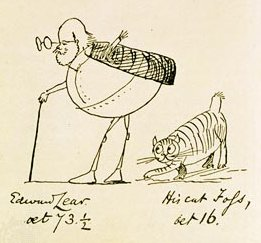
چاپ سنگی ادوارد لیر ۷۳ و نیم ساله، و فاس گربه‌اش، ۱۶ سالهاثر ادوارد لیر (۱۸۸۵)

طنز سوررئال اثری است که برای جلوه‌های غیرمنطقی و پوچ طنز استفاده می‌شود. پیش‌سازها و نمونه‌های اولیه طنز سوررئال را می‌توان حداقل از قرن نوزدهم شناسایی کرد، مانند ماجراهای آلیس در سرزمین عجایب اثر لوئیس کارول و آن‌سوی آینه، که هر دو از موارد غیرمنطقی و پوچ استفاده می‌کنند (قلیان - کاترپیلار سیگار کشیدن، کبریت کروکت با استفاده از فلامینگوهای زنده به عنوان پتک، و غیره) برای جلوه طنز. بسیاری از داستان‌ها و شعرهای کودکانه ادوارد لیر حاوی مطالب بیهوده و اساساً سوررئال هستند. به عنوان مثال، داستان چهار کودک کوچک که دور دنیا رفتند (۱۸۷۱) مملو از عبارات متناقض و تصاویر عجیب و غریب است که قصد برانگیختن سرگرمی را دارند، مانند موارد زیر:
| « | پس از مدتی از دور زمینی را دیدند. و هنگامی که به آن رسیدند، دیدند که جزیره‌ای بیرون از آب است و کاملاً با خاک پوشیده است. علاوه بر این، با تنگه‌ها و یک رودخانه بزرگ که در سراسر خلیج می‌چرخید، محصور شده بود، کاملاً زیبا بود و فقط یک درخت به ارتفاع ۵۰۳ فوت داشت. | » |

## رابطه با دادائیسم و فوتوریسم

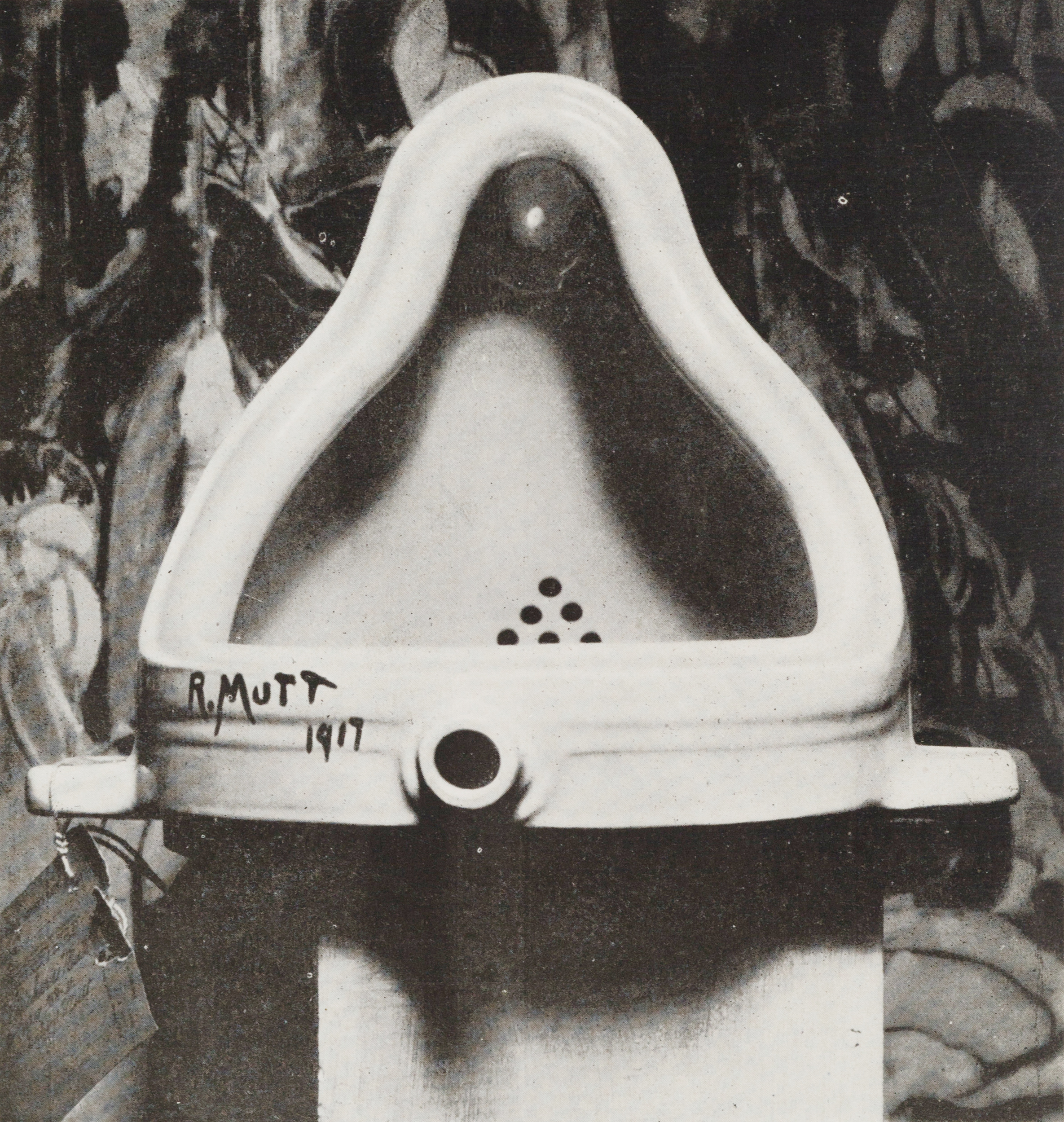
چشمه اثر مارسل دوشان (۱۹۱۷)، یک شاشگاه معکوس با امضای «R. Mutt».

در اوایل قرن بیستم، چندین جنبش آوانگارد، از جمله دادائیسم، سوررئالیست، وفوتوریسم شروع به استدلال برای هنری کردند که تصادفی، گیج‌کننده و غیرمنطقی بود. اهداف این جنبش‌ها به نوعی جدی بود و متعهد به تضعیف وقار و غرور نهاد هنری معاصر بودند. در نتیجه، بسیاری از هنر آن‌ها سرگرم‌کننده بود.
یکی از نمونه‌ها چشمه اثر مارسل دوشان (۱۹۱۷) است؛ یک شاشگاه وارونه با امضای «R. Mutt». این اثر یکی از مشهورترین و تأثیرگذارترین آثار هنری در تاریخ و یکی از اولین نمونه‌های حرکت تجسم‌یافته است. یک شوخی، که با تکیه بر وارونگی عملکرد موضوع در عنوان آن بیان می‌شود و همچنین حضور نامتجانس در یک نمایشگاه هنری.

## ریشه‌شناسی و توسعه
کلمه سوررئال برای اولین بار برای توصیف نوعی از زیبایی‌شناسی در اوایل دهه ۱۹۲۰ استفاده شد.
طنز سوررئال همچنین در تئاترهای آوانگارد مانند در انتظار گودو و روزنکرانتز و گیلدنسترن مرده‌اند دیده می‌شود. در ایالات متحده، پرلمن (۱۹۰۴–۱۹۷۹) به عنوان اولین نویسنده طنز سوررئال شناخته شده است.
سپس طنز سوررئالیستی در سینما مورد رویکرد قرار می‌گیرد، جایی که تعلیق ناباوری را می‌توان با تبعیت منطقی از پیامدهای مقدمات بعید، معکوس یا اغراق‌آمیز تا حدی پوچ کشاند. لوئیس بونوئل یکی از اصلی‌ترین پیروان این امر است، به‌ویژه در ملک‌الموت. طنز سوررئال همچنین یک ویژگی برجسته در کارهای تلویزیونی و سینمایی گروه کمدی بریتانیایی مونتی پایتان (۱۹۶۹–۲۰۱۵) است. نمونه‌های دیگر عبارتند از: آبشار اثر پیتر گرینوی و برزیل اثر تری گیلیام.
طنز سوررئال در انیمیشن‌های غربی با محوریت کودکان و بزرگسالان به‌طور فزاینده‌ای محبوب شده است، به‌ویژه در نمایش‌هایی مانند نمایش عادی، ساوت پارک و باب‌اسفنجی شلوارمکعبی.
فرهنگ میم اینترنتی معاصر نیز تحت تأثیر طنز سوررئال است.